# Samuel Walker
Samuel John Walker (Birmingham, 5 d'octubre de 1883 – Birmingham, 29 de febrer de 1960) va ser un gimnasta artístic anglès que va competir a començament del segle xx.
El 1912 va prendre part en els Jocs Olímpics d'Estocolm, on va guanyar la medalla de bronze en el concurs complet per equips del programa de gimnàstica.